# Witte-Nonnenklooster

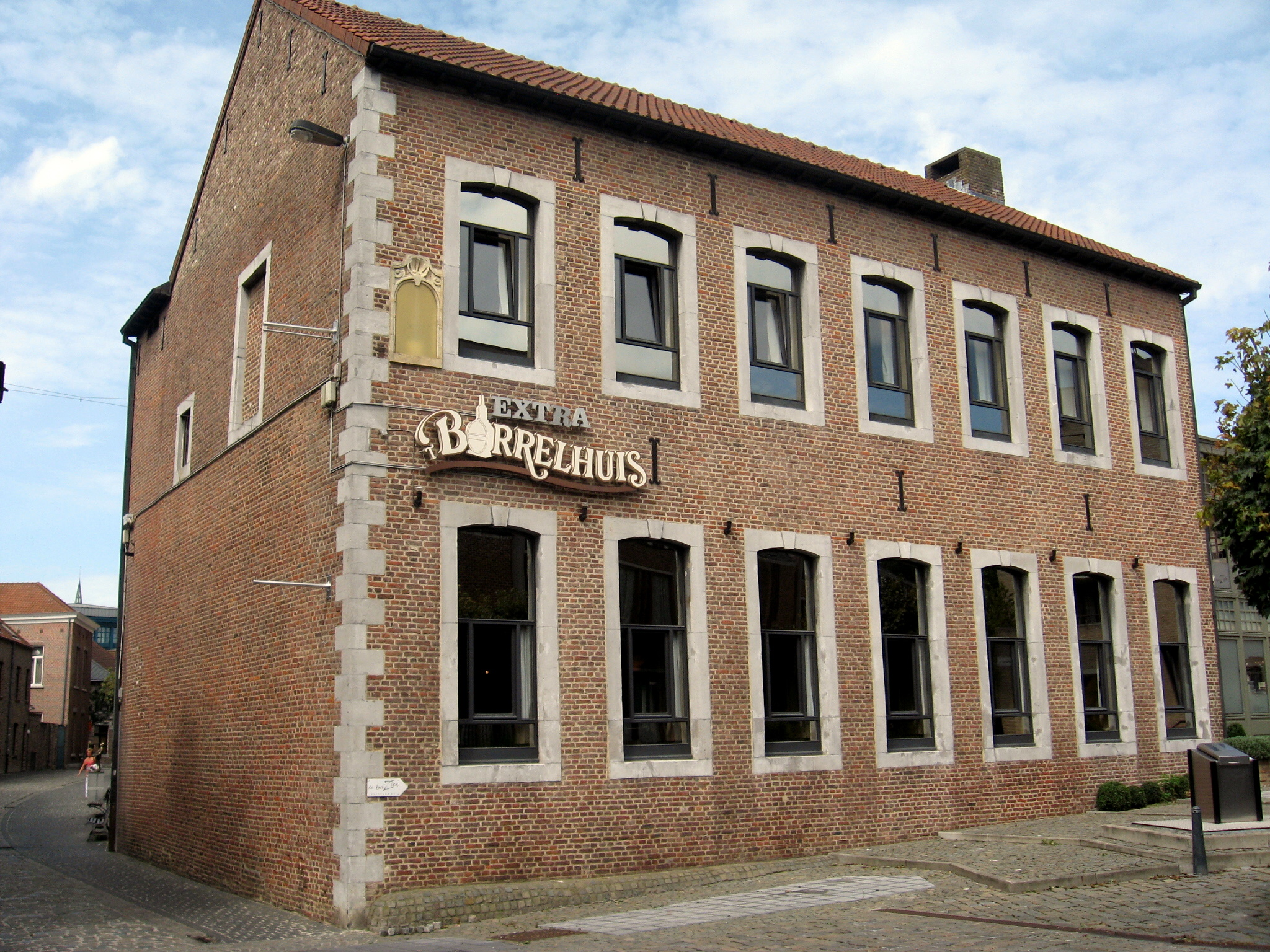
De enige overgebleven vleugel van het Witte-Nonnenklooster

Het Witte-Nonnenklooster was een klooster in Hasselt, gelegen aan de huidige Witte Nonnenstraat 20.

## Geschiedenis
Het klooster was van de zusters franciscanessen-penitenten en werd gesticht door Ida Putlincx in 1426. Het klooster kreeg de naam: Sint-Catharinadal. 
Omstreeks 1478 werd het op de linkeroever van de Nieuwe Demer uitgebreid, dit werd het Cleyn Clooster genoemd. In 1494 werd het oorspronkelijke klooster herbouwd in baksteen. Een stadsboerderij, de Susteren Dries, was door een onderaardse gang met het klooster verbonden.
In 1742 werd het Cleyn Clooster afgebroken en in 1743 werd een nieuwe vleugel aan het oorspronkelijke klooster gebouwd, die ook tegenwoordig nog bestaat.
Na de inval van de Fransen werd het klooster opgeheven en in 1798 werd het verkocht aan een particulier, om uiteindelijk als zoutziederij te worden ingericht. Uiteindelijk kwam het aan de Belgische Staat, en in 1840 werd het grootste deel van het klooster afgebroken en vervangen door een nieuw gebouw, dat dienst ging doen als militair hospitaal en kazerne. In de volksmond heette dit de Kazerne der Wittenonnen. Later werd hier het Internaat de Rijksnormaalschool gevestigd.
De nog overgebleven vleugel werd een onderdeel van de Stokerij Frijns; na het verdwijnen van de stokerij werd de vleugel ingericht als horecazaak. Ook in de boerderij van het klooster vestigde zich in 1803 een jeneverstokerij, namelijk de Stokerij Theunissen, het huidige Nationaal Jenevermuseum Hasselt. Het uiteinde der onderaardse gang werd door deze stokerij nog gebruikt als opslagplaats.